# Gorybia
Gorybia là một chi bọ cánh cứng trong họ Cerambycidae.

## Các loài
Chi này chứa các loài sau: 
- Gorybia acuta Martins, 1976[2]:332–334
- Gorybia adiaphora Martins, 1976[2]:325–327
- Gorybia alboapex Martins, 1976[2]:328–330
- Gorybia amazonensis Martins & Galileo, 2010
- Gorybia apatheia Martins, 1976[2]:355–356
- Gorybia armata Martins, 1976[2]:314–315
- Gorybia bahiensis Galileo & Martins, 2010
- Gorybia bispinosa Martins, Galileo & de-Oliveira, 2009
- Gorybia calcitrapa Martins, 1976[2]:322–324
- Gorybia castanea (Gounelle, 1909)
- Gorybia chontalensis (Bates, 1880)
- Gorybia echinata Martins, 1976[2]:320–322
- Gorybia hirsutella Martins, 1976[2]:313–319
- Gorybia instita Martins, 1976[2]:305–307
- Gorybia invicta Martins, 1976[2]:317–320
- Gorybia lissonota Martins, 1976[2]:319–307
- Gorybia maculosa Martins, 1976[2]:353–355
- Gorybia martes Pascoe, 1866
- Gorybia minima Martins, 1976[2]:357–358
- Gorybia montana Martins & Galileo, 2007
- Gorybia orygma Martins, 1976[2]:344–346
- Gorybia pallida Martins, 1976[2]:346–348
- Gorybia palpalis Martins, 1976[2]:349–350
- Gorybia picturata Martins, 1976[2]:352–353
- Gorybia pilosa Martins, 1976[2]:332–307
- Gorybia procera Martins, 1976[2]:312
- Gorybia proxima Martins, 1976[2]:336–337
- Gorybia pusilla (Bates, 1870)
- Gorybia quadrispinosa Galileo & Martins, 2008
- Gorybia reclusa Martins, 1976[2]:341–342
- Gorybia rondonia Galileo & Martins, 2010
- Gorybia ruficauda (Gounelle, 1909)
- Gorybia rugosa Martins, 1976[2]:358–359
- Gorybia semiopaca Martins, 1976[2]:311–312
- Gorybia senticosa Martins, 1976[2]:324–325
- Gorybia separata Martins, 1976[2]:339–340
- Gorybia simplicior (Bates, 1870)
- Gorybia stomias Martins, 1976[2]:348–349
- Gorybia sulcata Martins & Galileo, 2010
- Gorybia suturella Martins, 1976[2]:342
- Gorybia thoracica Martins, 1976[2]:330–331
- Gorybia tibialis Martins, 1976[2]:328
- Gorybia umbella Martins, 1976[2]:356–357
- Gorybia veneficella Martins, 1976[2]:307–308
- Gorybia zonula Martins, 1976[2]:343–344